# Allianz des 14. März

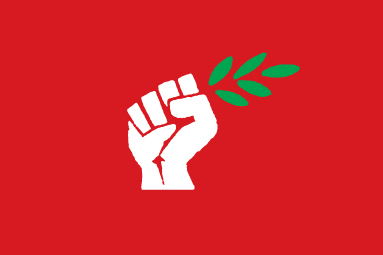
Logo des Bündnisses

Die Allianz des 14. März oder auch Rafiq-Hariri-Märtyrer-Liste (auf französisch Alliance du 14 Mars; arabisch تحالف 14 آذار, DMG Taḥāluf 14  Āḏār) ist das prowestliche Bündnis von politischen Parteien im Libanon, die von Saad al-Hariri, dem jüngeren Sohn des einem Attentat auf seinen Fahrzeugkonvoi zum Opfer gefallenen früheren Ministerpräsidenten Rafiq al-Hariri († 14. Februar 2005), geführt wird.
Sie sieht sich in der Tradition der Zedernrevolution vom 14. März 2005, die zur endgültigen Unabhängigkeit des Libanon von Syrien durch den Abzug der Besatzungstruppen führte. Bei den letzten Parlamentswahlen im Libanon 2005 und 2009 wurde die Allianz die dominierende Gruppe in der Nationalversammlung. Als Gegenbewegung wurde die Allianz des 8. März gebildet, die sich auf die pro-syrische Demonstration am 8. März 2005 beruft.

## Mitgliedsparteien
Den Kern des Bündnisses bilden die christliche Qurnat-Schahwan-Sammlung (Kata’ib-Partei und Nationalliberale Partei), die drusische Sozialistische Fortschrittspartei (PSP) von Walid Dschumblatt und die sunnitisch-muslimische Zukunftsbewegung. Die Nationalliberale Partei und die PSP verließen das Bündnis jedoch, wobei die PSP zur Assad-nahen Allianz des 8. März wechselte.

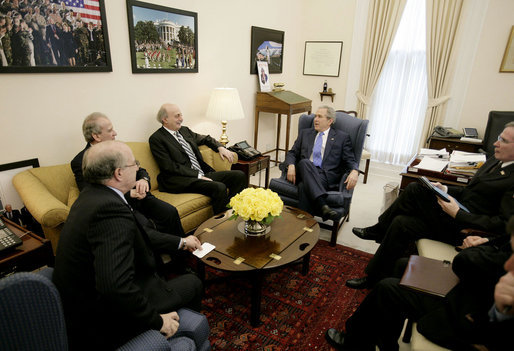
Mitglieder der Allianz des 14. März bei George W. Bush

| Partei                                 | Parlamentssitze | Demografische Basis                        |
| -------------------------------------- | --------------- | ------------------------------------------ |
| Zukunftsbewegung                       | 26              | vorwiegend sunnitisch-muslimisch           |
| Unabhängige                            | 13              |                                            |
| Forces Libanaises                      | 8               | säkular, maronitisch                       |
| Kata'ib-Partei                         | 5               | vorwiegend maronitisch-christlich          |
| Sozialdemokratische Huntschak-Partei   | 2               | säkular, armenisch                         |
| National-Liberale Partei               | 1               | maronitisch-christlich                     |
| Demokratische Linke Bewegung           | 1               | säkular                                    |
| Demokratisch-Liberale Partei           | 1               | säkular, armenisch                         |
| Islamische Gruppe                      | 1               | islamistisch, sunnitisch                   |
| Demokratische Erneuerungsbewegung      | 0               | säkular                                    |
| Schuraja-Partei                        | 0               | assyrisch                                  |
| Unabhängigkeitsbewegung                | 0               | säkular, vorwiegend maronitisch-christlich |
| Libanesischer Nationalblock            | 0               | säkular, vorwiegend maronitisch-christlich |
| Freie Libanesische Armenische Bewegung | 0               | säkular, armenisch                         |
| Freie Schiitenbewegung                 | 0               | schiitisch-muslimisch                      |
| Libanesische Friedenspartei            | 0               | säkular                                    |
| Syrische Union des Libanon             | 0               | syrisch-christlich                         |
| Muahedeen Group                        | 0               | hauptsächlich drusisch                     |